# Johannes Neuhardt
Johannes Neuhardt (* 22. September 1930 in Salzburg) ist ein österreichischer katholischer Geistlicher und Kunsthistoriker.

## Leben
Johannes Neuhardt studierte Philosophie und Katholische Theologie in Salzburg und wurde 1953 zum Priester geweiht. Er war zunächst Kooperator in Bischofshofen, Kufstein-Endach, Kitzbühel und als Subregens im Salzburger Priesterseminar. Danach studierte er Kunstgeschichte und Archäologie an der Universität Innsbruck und wurde 1960 zum Dr. phil. promoviert.
Neuhardt war von 1960 bis 2011 Diözesankonservator der Erzdiözese Salzburg. Im Jahre Neuhardt baute das Salzburger Dommuseum auf und konnte es 1974 eröffnen. Bis 1994 war er dessen Direktor. Ferner war er an der Gründung der Telefonseelsorge, der Medienkommission der Erzdiözese Salzburg und des Kardinal-König-Kunstfonds beteiligt.
Johannes Neuhardt wurde 1978 Mitglied des Salzburger Domkapitels, des Metropolitan- und Domkapitel zu den heiligen Rupert und Virgil, und war von 1992 bis 2005 Domdekan.

## Ehrungen und Auszeichnungen
- Ernennung zum Ehrenprälaten Seiner Heiligkeit durch Papst Paul VI.
- Ernennung zum Apostolischen Protonotar durch Papst Johannes Paul II.
- Bürgerbrief der Stadt Salzburg
- Österreichisches Ehrenkreuz für Wissenschaft und Kunst I. Klasse (2010)
- Ernennung zum Ritter vom Heiligen Grab zu Jerusalem (Rangerhöhungen zum Offizier, Großoffizier)

## Publikationen (Auswahl)
- Dreifaltigkeitskirche Salzburg. Kirchenführer, Verlag St. Peter, 2. Auflage, Salzburg 1964.
- (Hrsg.): Schöne Madonnen. 1350–1450, Salzburg 1965.
- mit Wolfgang Schütz: Die Pietà. Pannonia, Freilassing 1972, ISBN 3-7897-0024-X.
- mit Kurt Hofstetter: Wachsgebild. Pannonia, Freilassing 1979, ISBN 3-7897-0082-7.
- (Hrsg.): Dommuseum und alte erzbischöfliche Kunst- und Wunderkammer zu Salzburg. Mitarbeit von Gerhard Croll, Katalog, Dommuseum Salzburg, Domkapitel, Salzburg 1974, 2. stark veränderte Auflage 1981.
- Wallfahrten im Erzbistum Salzburg. Schnell und Steiner, München 1982, ISBN 3-7954-0441-X.
- (Hrsg.): Salzburgs Wallfahrten in Kult und Brauch. Katalog der 11. Sonderschau des Dommuseums zu Salzburg, Salzburg 1986.
- Die Wallfahrtskirche zu Johannes dem Täufer auf der Hohen Salve. Kirchenführer, Verlag St. Peter, Salzburg 2005.
- Pfarrkirche zum hl. Rupert. Stumm im Zillertal. Kirchenführer, Verlag St. Peter, Salzburg 2005.
- Es klingt der Stein. Erkundungsgänge im geistlichen Salzburg mit Jürgen Flimm, Friedrich Kurrent, Olga Neuwirth, Hans Schabus, Heinrich Schmidinger und Peter Simonischek. Vorwort von Peter Handke, Pustet, Salzburg 2006, ISBN 3-7025-0539-3.
- St. Johannes am Imberg zu Salzburg. Kirchenführer, Verlag St. Peter, 3. erweiterte Auflage, Salzburg 2009.